# Třebětice (kraj zliński)
Třebětice – gmina w Czechach, w powiecie Kromieryż, w kraju zlińskim. Według danych z dnia 1 stycznia 2012 liczyła 276 mieszkańców.
Zobacz też:
- Třebětice